# Levy Mwanawasa

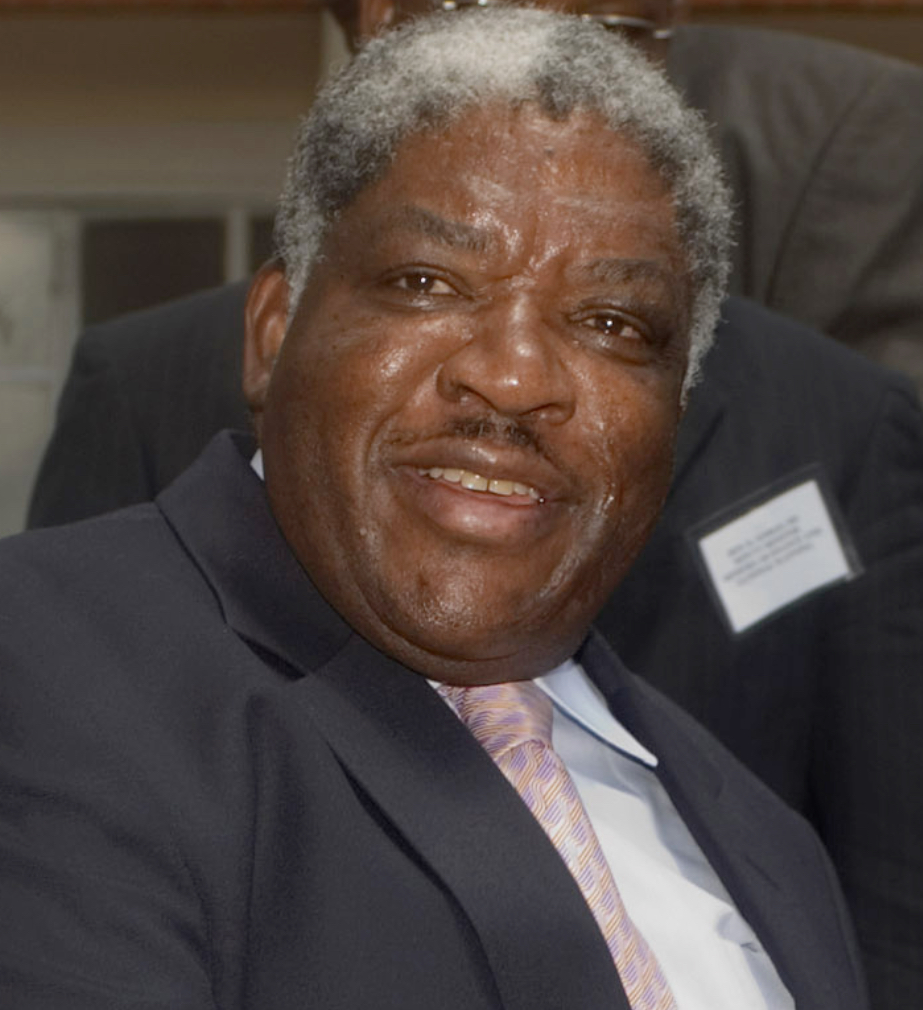
Levy Mwanawasa, 2006

Levy Patrick Mwanawasa (* 3. September 1948 in Mufulira; † 19. August 2008 in Clamart) war ein sambischer Jurist und von 2002 bis zu seinem Tod Staatspräsident.

## Leben und politische Karriere
Mwanawasa wurde als zweites Kind einer Familie mit zehn Kindern in Mufulira geboren. Nach seinem Studium der Rechtswissenschaften an der Universität von Sambia arbeitete er von 1974 bis 1978 als Rechtsanwalt in privaten Kanzleien. Anschließend gründete er eine eigene Kanzlei. 1985/86 übte er vorübergehend das Mandat des Generalstaatsanwalts aus. Anfang der 1990er-Jahre schloss er sich dem Movement for Multi-Party Democracy (MMD) von Frederick Chiluba an. Nach den ersten Mehrparteienwahlen 1991 wurde er Vizepräsident und Stellvertreter des neuen Staatspräsidenten Chiluba. 1994 schied er aus dem Amt aus und widmete sich wieder seiner Anwaltstätigkeit. Während dieser Zeit war er auch gewähltes Mitglied der Nationalversammlung.
Trotz einer Sprachstörung, die auf einen schweren Verkehrsunfall aus dem Jahr 1991 zurückging, kandidierte Mwanawasa auf Vorschlag Chilubas 2001 als Staatspräsident Sambias. Nach seinem Sieg bei den Wahlen trat er am 2. Januar 2002 sein neues Amt an. Eine von ihm initiierte Antikorruptionskommission leitete 2003 den ersten Korruptionsprozess gegen seinen Vorgänger Chiluba in die Wege.
Im Februar 2005 ließ sich Mwanawasa in der Baptistengemeinde von Lusaka taufen und schloss sich der Gemeinde an.
Bei der Präsidentenwahl am 28. September 2006 wurde Mwanawasa für eine zweite Amtszeit wiedergewählt.
Seit Mitte 2008 war er Vorsitzender der Entwicklungsgemeinschaft des südlichen Afrika und im Gegensatz zu vielen anderen afrikanischen Regierungschefs als scharfer Kritiker von Robert Mugabe bekannt.
Ende Juni 2008 erlitt er während einer Konferenz der Afrikanischen Union im ägyptischen Scharm El-Scheich einen Schlaganfall. Er wurde zur Behandlung nach Paris ausgeflogen, wo er am 19. August 2008 im Militärkrankenhaus Percy verstarb.
Er war in zweiter Ehe mit Maureen Mwanawasa verheiratet und hatte mit ihr vier gemeinsame Kinder.

## Ehrungen
- 2004: Honorary Freeman für Verdienste um die demokratische Kommunalverwaltung (verliehen am 2. Juli 2004) von der sambischen Stadt Ndola.[4]